# Luzonomyia symphoremae
Luzonomyia symphoremae är en tvåvingeart som beskrevs av Ephraim Porter Felt 1918. Luzonomyia symphoremae ingår i släktet Luzonomyia och familjen gallmyggor.
Artens utbredningsområde är Filippinerna. Inga underarter finns listade i Catalogue of Life.